# Ніколь (ураган, 2022)
Ураган «Ніколь» (англ. Hurricane Nicole) – масштабний ураган  1 категорії у кінці сезону в листопаді 2022 року. Чотирнадцятий названий шторм і восьмий ураган сезону атлантичних ураганів 2022 року. Ураган пройшов шлях, подібний  шляху урагану «Доріан» який трьома роками раніше обрушився на Багамські острови та Сполучені Штати.
«Ніколь» став третім листопадовим ураганом, який досяг Флориди, разом із ураганом «Янкі» 1935 року та ураганом «Кейт» 1985 року. Ніколь перетнула той самий регіон Флориди, зруйнований шістьма тижнями раніше ураганом «Ян», і стала першим ураганом, який обрушився на східне узбережжя Флориди після «Катріни» в 2005 році. Незважаючи на те, що Ніколь був відносно слабким ураганом, великий розмір породив сильні опади та сильний вітер на Великих Антильських островах, Багамських островах і Флориді, що призвело до відключення електроенергії та завдало значних збитків у багатьох регіонах. Сильний вітер та штормовий приплив на східне узбережжя Флориди призвели до сильної ерозії пляжів, особливо у Волусії та в округах Сент-Джонс і Флеглер. Загалом одинадцять людей загинуло, шість у Домініканській Республіці та п’ять у Флориді.

## Метеорологічна історія

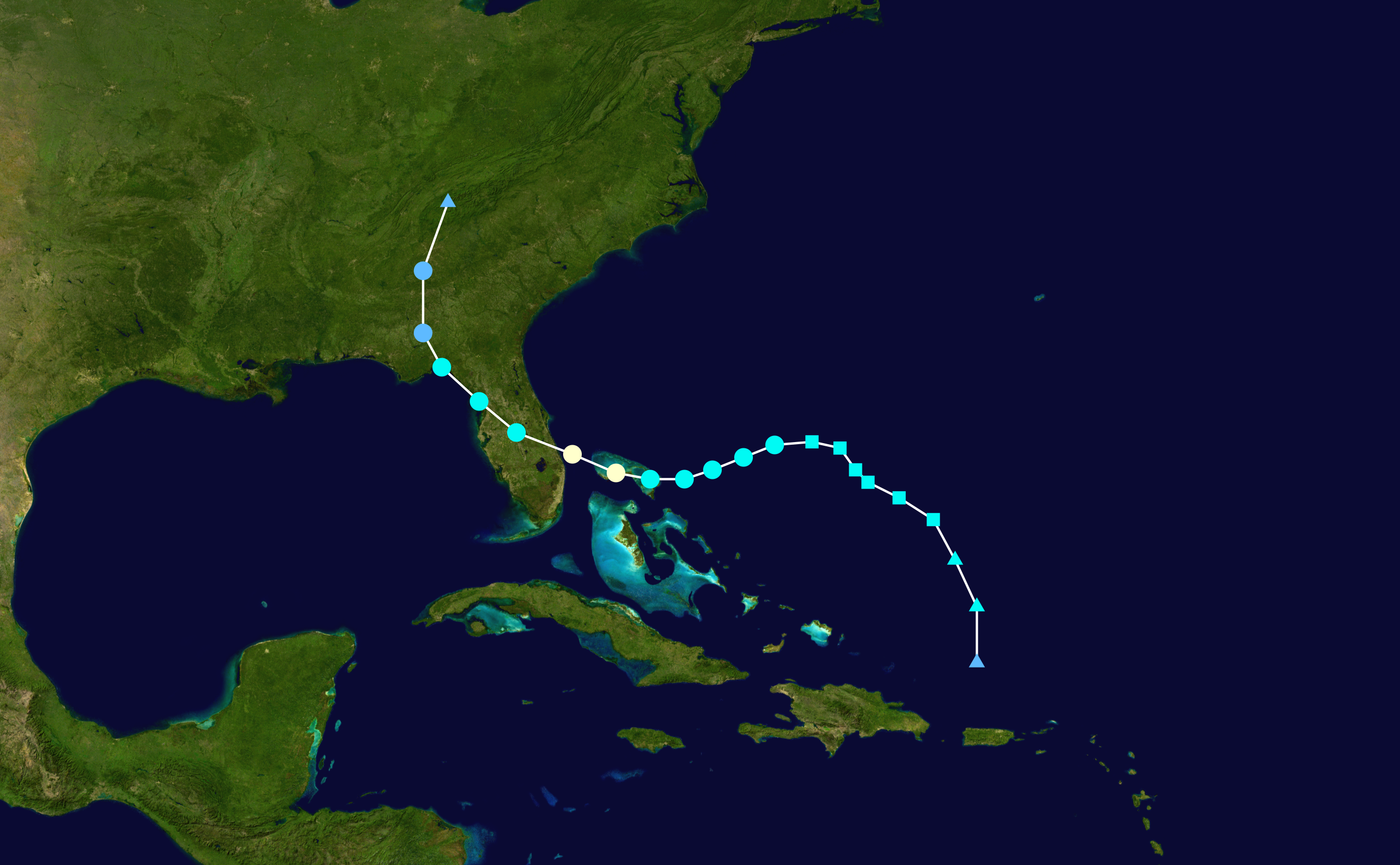
Траєкторія руху Урагану Ніколь

4 листопада Національний центр спостереження за ураганами (NHC) почав моніторинг північно-східної частини Карибського моря та південно-західної частини Атлантичного океану, де, як очікується, протягом кількох днів утвориться велика нетропічна система низького тиску. 5 листопада на північ від Пуерто-Рико виникла зона низького тиску, що викликала неорганізовані зливи та грози. Завдяки надходженню вологого тропічного повітря з Карибського моря та дуже теплій температурі поверхні моря 83 °F (28 °C) незабаром було виявлено деякі субтропічні характеристики і поступово стає краще організованим. Ця тенденція продовжувалася наступного дня, коли розвивався достатньо чітко визначений центр циркуляції, зростала глибока конвекція та смуга вітрів зі швидкістю 45 миль/год (75 км/год), що відбувались на схід від центру. У результаті  було класифіковано як субтропічний шторм «Ніколь» о 09:00 UTC 7 листопада, коли воно було розташоване приблизно в 555 милях (893 км) на схід від північно-східних Багамських островів. Наступного ранку конвекція внутрішнього ядра в системі покращилася, а радіус максимальних вітрів скоротився, що вказує на перехід Ніколь у тропічний циклон. О 16:55 UTC 9 листопада Ніколь висадилася в Марш-Харбор, острів Грейт-Абако , зі швидкістю вітру 70 миль/год (110 км/год). Через кілька годин шторм посилився до урагану 1 категорії, одночасно обрушившись на Велику Багаму з тривалим вітром 75 миль/год (121 км/год) і мінімальним центральним тиском 980 мбар (гПа; 28,94 дюйма рт. ст.).  О 08:00 UTC наступного ранку «Ніколь» з тією ж силою вийшла на острів Північний Хатчінсон, на південь від Віро-Біч, Флорида. Тоді циклон послабшав до тропічного шторму всередині країни, коли він рухався через штат хоча він залишався добре організованим, з тропічним штормовим вітром, що поширювався на 345 миль (555 км) на північний схід від його центру. У результаті сильні дощі пройшли в центральній і північній Флориді та на південному сході Джорджії. Пізніше того ж дня його центр ненадовго виник над Мексиканською затокою, на північ від Тампи, перш ніж знову переміститися на берег на північний-захід від Сідар-Кі, у районі Біг-Бенд у Флориді. Усередині країни шторм послабшав до депресії, коли він рухався до південно-західної Джорджії. Вранці 11 листопада Ніколь перетнула західну Джорджію між атлантичною високою та середньою западинами та холодним фронтом, що наближався із заходу. Пізніше того ж дня, після переміщення над західною частиною Північної Кароліни у східний Теннессі він був поглинений системою середніх широт.

## Підготовка

### Багамські острови
Після формування Ніколь уряд Багамських Островів опублікував спостереження за тропічним штормом о 09:00 UTC 7 листопада для північно-західних Багамських Островів. Потім, о 21:00 UTC, було оголошено попередження про ураган для північно-західних Багамських островів, включаючи Абакос, острови Беррі, Біміні та острів Гранд Багама. Попередження про тропічний шторм також було оголошено на островах: Андрос, Нью-Провіденс і Ельютера. Станом на 09:00 UTC 10 листопада всі попередження були припинені для північно-західних Багамських островів.
Тимчасові притулки були відкриті в багатьох місцях на Великих Багамах і островах Абако. Кілька сотень людей знайшли притулок у них, коли наближався шторм до острівної країни.

### Сполучені Штати

Ураган «Ніколь» наближається і виходить на східне узбережжя Флориди 10 листопада

З 8 по 11 листопада компанія Amtrak скасувала або змінила свої послуги Auto Train , Silver Meteor і Silver Star.

#### Флорида
Губернатор Флориди Рон ДеСантіс 7 листопада оголосив надзвичайний стан у 34 округах, включаючи Маямі-Дейд, Бровард і Палм-Біч. 9 листопада президент Джо Байден оголосив надзвичайний стан у Флориді та розпорядився надати федеральну допомогу державним місцевим органам влади для пом’якшення наслідків шторму що наближається. Попередження щодо тропічного шторму  а також урагану були в силі для південної частини Флориди, а також спостереження щодо штормових припливів.
Кілька шкіл були закриті в кількох округах.. Кілька тематичних парків Центральної Флориди, таких як SeaWorld Orlando та Busch Gardens Tampa Bay, оголосили, що вони будуть закриті 10 листопада через шторм; Universal Orlando та Walt Disney World висловили надію, що зможуть відкритися в якийсь момент протягом дня. 10 листопада дата початку турніру Pelican Women's Championship з гольфу в Белейр (на захід від Тампи) була перенесена через наближення шторму, і подію скоротили до 54 лунок. День ветеранів парад був скасований у Джексонвіллі, як і церемонія в окрузі Гіллсборо. Офіційні особи Космічного центру Кеннеді відклали запуск ракети НАСА Artemis 1 на два дні, до 16 листопада. Ракета залишалася на стартовому майданчику під час шторму.
Основні аеропорти регіону: Палм-Біч, Дейтона-Біч і Орландо призупинили роботу через ураган Ніколь. Крім того, місцева влада видала розпорядження про обов’язкову евакуацію жителів бар'єрних островів, низинних районів і мобільних будинків.

#### Інші штати
Для прибережної частини Південної Джорджії було видано попередження про штормовий приплив та сильний вітер. Крім того в Південній Джорджії влада закрила школи. На узбережжі Південної Кароліни оголошено попередження про тропічний шторм. Попередження про затоплення узбережжя були видані заздалегідь. Для кількох округів Північної Кароліни було видано повідомлення про несприятливі погодні умови та попередження про раптові повені. Крім того, Хершіпарк у південній частині Пенсільванії закрився 11 листопада у рамках підготовки до шторму.

## Наслідки
| Країна                   | Загиблі | Збитки (USD) |
| ------------------------ | ------- | ------------ |
| Багамські Острови        | 0       | Невідомо     |
| США                      | 5       | $1 мільярд   |
| Домініканська Республіка | 6       | Невідомо     |
| Всього:0                 | 11      | $1 мільярд   |

### Малі Антильські острови
Зона низького тиску яка передувала Ніколь принесла сильні дощі на кілька островів Малих Антильських островів, спричинивши повені та зсуви. Постраждали Домініка, Сент-Люсія та Гваделупа, які все ще оговтувалися після проходження урагану «Фіона» в середині вересня. Антигуа і Барбуда, Сент-Кіттс і Невіс і Британські Віргінські Острови також повідомляли про сильний дощ. Повідомлень про серйозні збитки від шторму чи загибель людей не надходило.

### Великі Антильські острови
4-6 листопада в Пуерто-Рико пройшли проливні дощі потужністю 100-200 мм . Подібна кількість опадів була зареєстрована в Домініканській Республіці. Деяких місцях навколо столиці, Санто-Домінго, випало от до 9,1 дюйма (232 мм); щонайменше шість людей загинули через шторм. Крім того, було пошкоджено кілька сотень будинків, а також негативно вплинуло на сільськогосподарський сектор країни.

### Багамські острови
Повені та штормові хвилі затопили Велику Багаму, Великий Абако та Нью-Провіденс, серед інших островів. Також повідомлялося про повалені дерева та відключення електроенергії на північному-заході Багам. Повідомлялося про штормовий приплив майже 4 фути (1,2 м) поблизу Трежер-Кей на Грейт-Абако. Хвилі, пов'язані припливом затопили деякі частини Нассау на Нью-Провіденсі. Повідомлень про серйозні травми або загиблих внаслідок шторму на Багамах не надходило.

### Сполучені Штати

#### Флорида
Ніколь принесла потужні штормові повені на східне узбережжя Флориди. Майже 50 прибережних кондомініумів, будинків для однієї родини та готелів в окрузі Волусія, які раніше були пошкоджені ураганом «Ян» шість тижнів тому зруйнувалися або опинилися під загрозою руйнування через сильну ерозію пляжу, спричинену двома штормами. Крім того в окрузі Сент-Джонс шторм пошкодив ділянку державної дороги A1A довжиною 6-7 миль (9,7-11,3 км) і затопило частину Сент-Огастіна. Значні пошкодження A1A також відбулися в сусідньому окрузі Флаглер. Початкова оцінка майнових збитків у округах Волусія та Флаглер разом перевищує 500 мільйонів доларів. Вранці 10 листопада рівень океанської води в Джексонвіллі був на 3,58 фута (1,09 м) вище рівня припливу, перевищивши рекорд 3,21 фута (0,98 м), встановлений ураганом «Метью» в 2016 році.  Штормовий приплив від 1 до 2 футів (0,61 м) також стався на західному узбережжі Флориди, спричинивши незначні руйнування.
У Флориді було п'ять непрямих смертей через Ніколь. Двоє людей загинули внаслідок ураження електричним струмом через обірвані лінії електропередач у Конвеї. Двоє людей загинули під час аварії на магістралі у Флориді. Ще одна людина була знайдена мертвою в Коко на яхті.

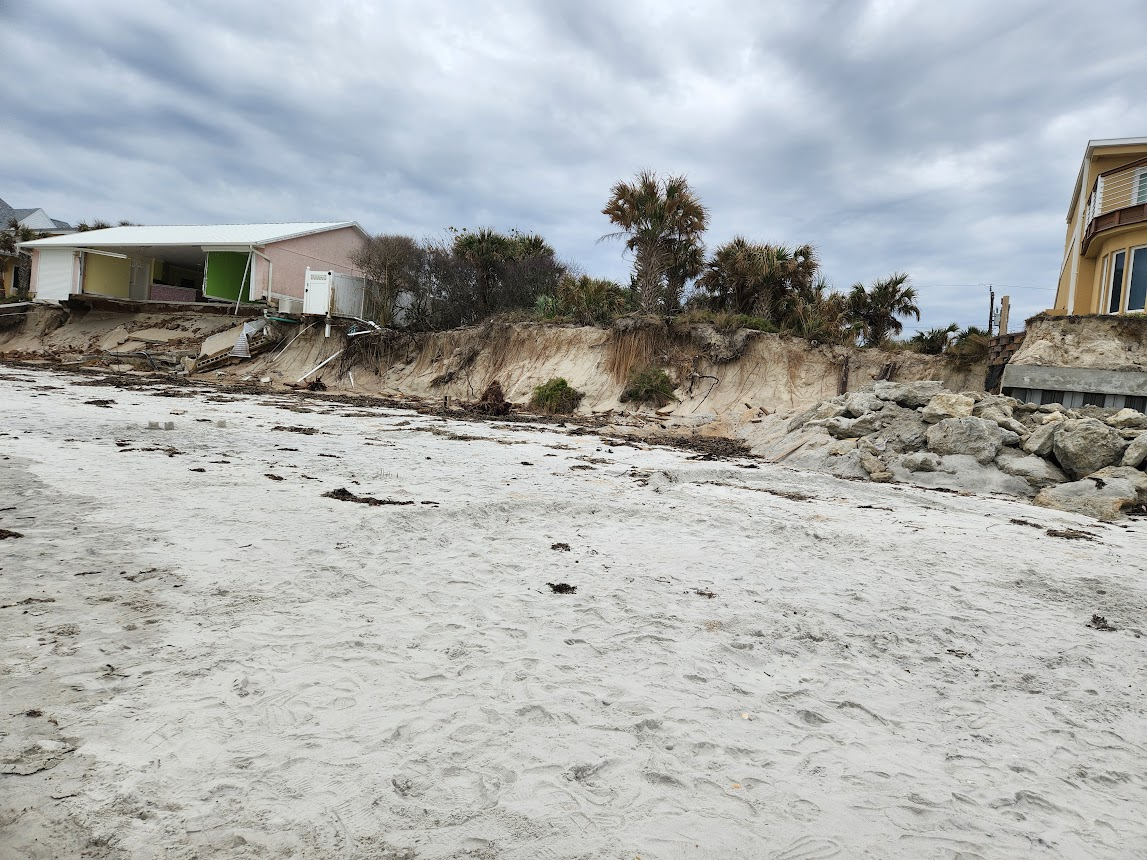
Залишки дюн і будинку на південь від Нью-Смірна-Біч, Флорида кілька тижнів після урагану.

У той час як найсильніші постійні вітри Ніколь, ймовірно, ослабли нижче ураганної сили, перш ніж досягти узбережжя на кількох метеостанціях були зареєстровані пориви вітру на рівні або близькому до ураганної сили, коли Ніколь виходила на берег, включаючи 75 миль/год (121 км/год) у Порт-Сент-Джон і 72 милі/год (116 км/год) у Мельбурні;  в Орландо був зафіксований порив вітру 66 миль/год (106 км/год). Найсильніший порив вітру 100 миль/год (160 км/год), був зареєстрований на вершині стартового комплексу 39B, Космічного центру Кеннеді, де на майданчику перебував Артеміда-1. Ракета зазнала незначних пошкоджень, але НАСА дозволила її запустити після ремонту та був успішно спущений на воду 16 листопада.
Людські останки на місці, яке вважається місцем поховання корінних американців на острові Південний Хатчінсон, були розкопані ерозією поблизу точки виходу на сушу. Раніше урагани «Доріан» у 2019 році та «Сенді» у 2012 році розкопали багатовікові кістки корінних американців у тій самій місцевості.
Більша частина Флориди зазнала сильних дощів, поривчастого вітру та відключень електроенергії, коли Ніколь переміщувалася по штату. Понад 300 000 будинків та підприємств знеструмлено по штату.

#### Інші штати
Ніколь принесла сильні опади та поривчастий вітер на більшу частину південного сходу США. У Південній Джорджії 2700 споживачів залишилися без світла. Повідомлялося, що повені, викликані штормовими хвилями, були на півночі аж до Чарльстона, штат Південна Кароліна.
У частинах Північної Кароліни та Вірджинії було оголошено попередження про торнадо 11 листопада; Було підтверджено два короткочасні торнадо EF0 поблизу Тігнора та Дінвідді, штат Вірджинія, які понівечили дерева, господарські будівлі та сільськогосподарське обладнання. На горі Північної Кароліни випав сильний дощ: найвищий показник склав 8,39 дюйма (213 мм) біля державного парку Маунт-Мітчелл.